# Ван Ла Парра, Раджив
Раджив Рамон ван Ла Парра (нидерл. Rajiv Ramon van La Parra; род. 4 июня 1991, Роттердам, Южная Голландия) — нидерландский футболист, полузащитник бельгийского клуба «Беерсхот».

## Биография
Ван Ла Парра является выпускником молодёжной системы «Фейеноорда». В июне 2008 года подписал четырёхлетний контракт с французским клубом «Кан» из Лиги 1. На профессиональном уровне дебютировал 8 ноября 2008 года, выйдя на замену в домашней игре против «Гавра» (0:1). Сыграл только 2 матча за первую команду в течение своего первого сезона, в котором клуб вылетел из элитного дивизиона. Сыграл 8 матчей во втором дивизионе и забил свой первый гол против «Генгама» 5 апреля 2009 года. В течение этих сезонов он параллельно играл во второй команде, которая соревновалась в любительском чемпионате Франции. В 2011 году вернулся в Нидерланды, где выступал за «Херенвен».
10 июня 2014 года ван Ла Парра перешёл в клуб английского Чемпионшипа «Вулверхэмптон Уондерерс», подписав 3-летний контракт. 11 марта 2016 года был арендован клубом «Хаддерсфилд Таун», а летом заключил с ним полноценный 3-летний контракт.
31 декабря 2018 года ван Ла Парра на правах аренды до конца сезона перешёл в «Мидлсбро». Дебютировал за «речников» 5 января в матче 3-го раунда Кубка Англии против «Питерборо Юнайтед» (5:0).
8 февраля 2025 года на правах свободного агента перешёл в бельгийский «Беерсхот», подписав контракт до конца сезона с возможностью продления еще на один год. 9 февраля дебютировал в чемпионате Бельгии в домашнем матче против «Шарлеруа» (1:1), выйдя на замену вместо Антуана Колассена на 60-й минуте.

## Личная жизнь
Назван в честь премьер-министра Индии Раджива Ганди, убитого в мае 1991 года. Его братья по одному из родителей Джилиано Вейналдум (род. 1992) и Джорджиньо Вейналдум (род. 1990) также футболисты, как и двоюродные братья Ройстон Дренте (род. 1987) и Джованни Дренте (род. 1990).

## Достижения
«Кан»
- Чемпион Лиги 2: 2009/10

«Хаддерсфилд Таун»
- Победитель плей-офф Футбольной лиги Англии: 2016/17